# Veronica pusilla
Veronica pusilla là một loài thực vật có hoa trong họ Mã đề. Loài này được Kotschy & Boiss. miêu tả khoa học đầu tiên năm 1845.